# Očerednoj rejs
Očerednoj rejs (Очередной рейс) è un film del 1958 diretto da Rafail Jul'evič Gol'din.